# Mysidella macrophthalma
Mysidella macrophthalma är en kräftdjursart som beskrevs av Murano 2002. Mysidella macrophthalma ingår i släktet Mysidella och familjen Mysidae. Inga underarter finns listade i Catalogue of Life.